# Михаило-Архангельский храм (Перевоз)
Михаило-Архангельский храм — православный храм Лысковской епархии в городе Перевоз Нижегородской области. Расположен на территории Перевозского строительного техникума. В Сергачском благочинии это первый храм на территории учебного заведения.

## История
Инициатором строительства каменного храма на территории строительного техникума выступил его директор — заслуженный учитель Российской Федерации Алексей Шершнёв. Фундамент был заложен в 2008 году. Строительство началось в 2009 году.
21 ноября 2009 года благочинный Сергачского округа протоиерей Виктор Софронов и настоятель церкви в честь Покрова Пресвятой Богородицы иерей Сергий Косынкин совершили чин освящения крестов. После чего кресты были установлены на купола. На церковной службе присутствовало более 50 человек.